# Бесплатный общественный транспорт
Бесплатный общественный транспорт — система перевозки пассажиров без взимания платы за проезд. При этом за эксплуатационные расходы по обслуживанию транспортных средств и работы персонала платят из бюджета или за счёт налоговых поступлений государство, городские власти или крупные компании.
Первой страной мира с полностью бесплатным общественным транспортом (автобусы, трамваи и поезда) стал с 29 февраля 2020 года Люксембург.
Отдельные муниципалитеты (города) в разных странах мира также имеют бесплатный (Таллин, Белград) или частично бесплатный транспорт.

## Практика в странах мира
При использовании бесплатного общественного транспорта снижаются издержки по продаже и изготовлению билетов, талонов и проездных. Отсутствует необходимость контроля проезда в транспорте пассажиров, что позволяет отказаться от использования турникетов и валидаторов в метро или в наземных средствах транспорта, а также от работы билетных инспекторов и их часто дорогостоящей экипировки (спецодежда, устройства проверки и выдачи билетов, нагрудные видеорегистраторы), что также повышает экономическую выгодность бесплатного проезда для транспортных компаний.
Кроме того, при работе системы бесплатного общественного транспорта в крупных городах, — повышается привлекательность пользования таким транспортом горожанами и туристами, а значит и отказ некоторых из них от использования личного автотранспорта для поездок на работу, учёбу и т. д. Сокращение же числа личных автомобилей на улицах города может привести к некоторому уменьшению загруженности дорог и снижению вероятности возникновения дорожных пробок.
В настоящее время в некоторых крупных городах мира используется бесплатный общественный транспорт. 
Германия рассматривает вопрос о том, чтобы сделать свою систему общественного транспорта бесплатной, в связи с угрозами ЕС оштрафовать её за уровень загрязнения воздуха.

### Эстония

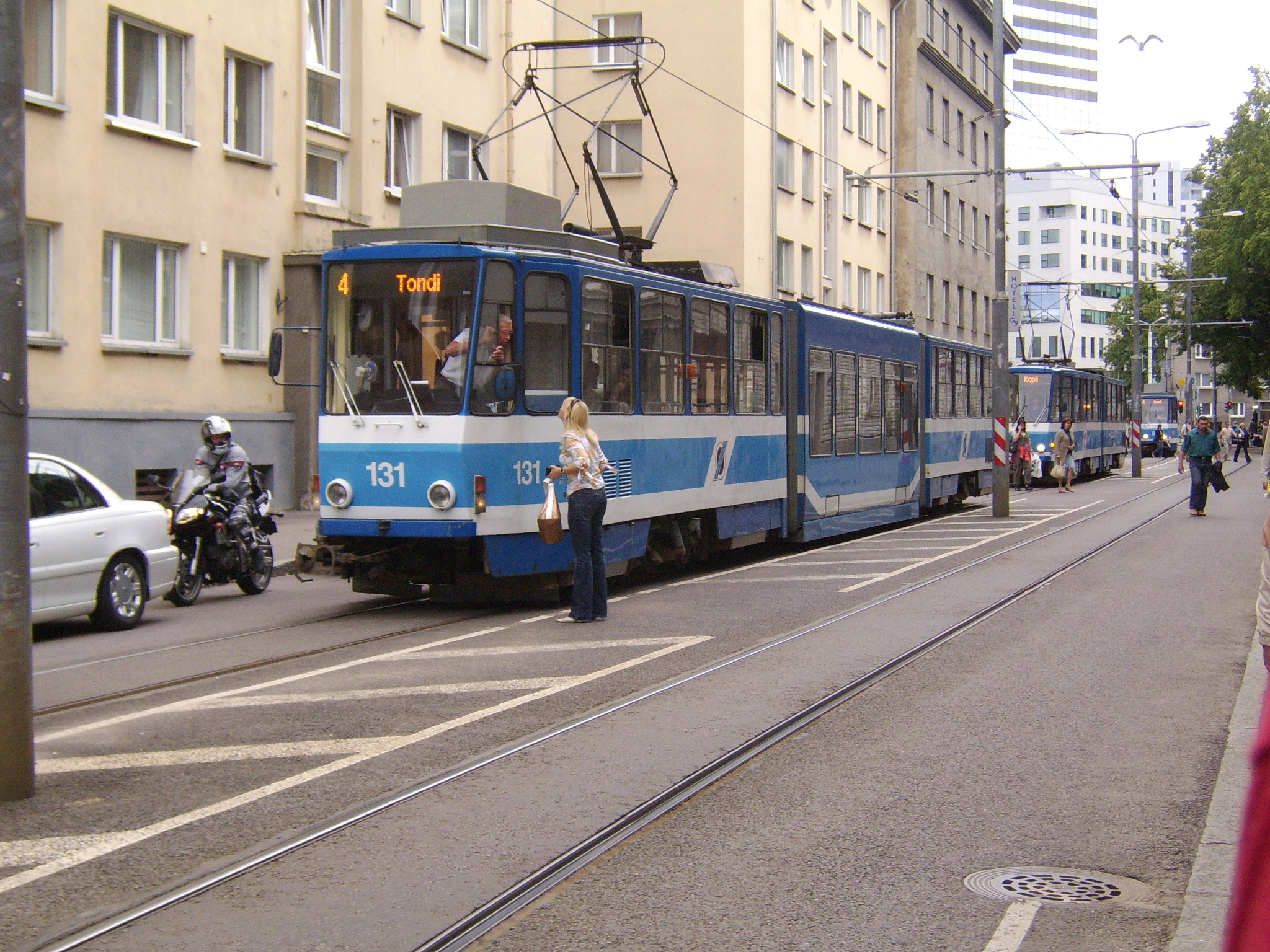
Трамвай в Таллине

В 2013 года бесплатный проезд в общественном транспорте частично введён в Таллине
Эстония стала первой европейской страной, которая ввела бесплатный проезд на общественном транспорте на значительной части территории страны. В 11 из 15 уездах с 1 июля 2018 года пассажиры могут бесплатно пользоваться уездными автобусами. 
В Таллине полностью бесплатен проезд для таллинцев, людей, в возрасте 65 лет и старше, детей до 7 лет, сопровождающего ребёнка возрастом 3 года, детей-инвалидов, лиц, имеющих серьёзные физические и умственные недостатки, сопровождающему лицу человека с глубокими и тяжёлыми нарушениями зрениями, ликвидаторами аварии на Чернобыльской АЭС и репрессированным (или приравненным к репрессированным). Для жителей Таллина и учащихся, внесённых в базу данных инфосистемы образования Эстонии (EHIS), для пользования бесплатным общественным транспортом нужно заплатить 3 евро за единую проездную карточку и её персонализацию.
Как показала практика[где?], это положительно сказывается на городской экологии, поскольку уменьшается число личных автомобилей и увеличивается число экологически чистых трамваев, троллейбусов, а также монорельсовых средств транспорта.
Однако некоторые эксперты полагают, что власти не смогут длительное время поддерживать бесплатный проезд в общественном транспорте из-за существенных расходов на его содержание и обслуживание подвижного состава (причём моторный транспорт, как правило, намного дороже электрического)

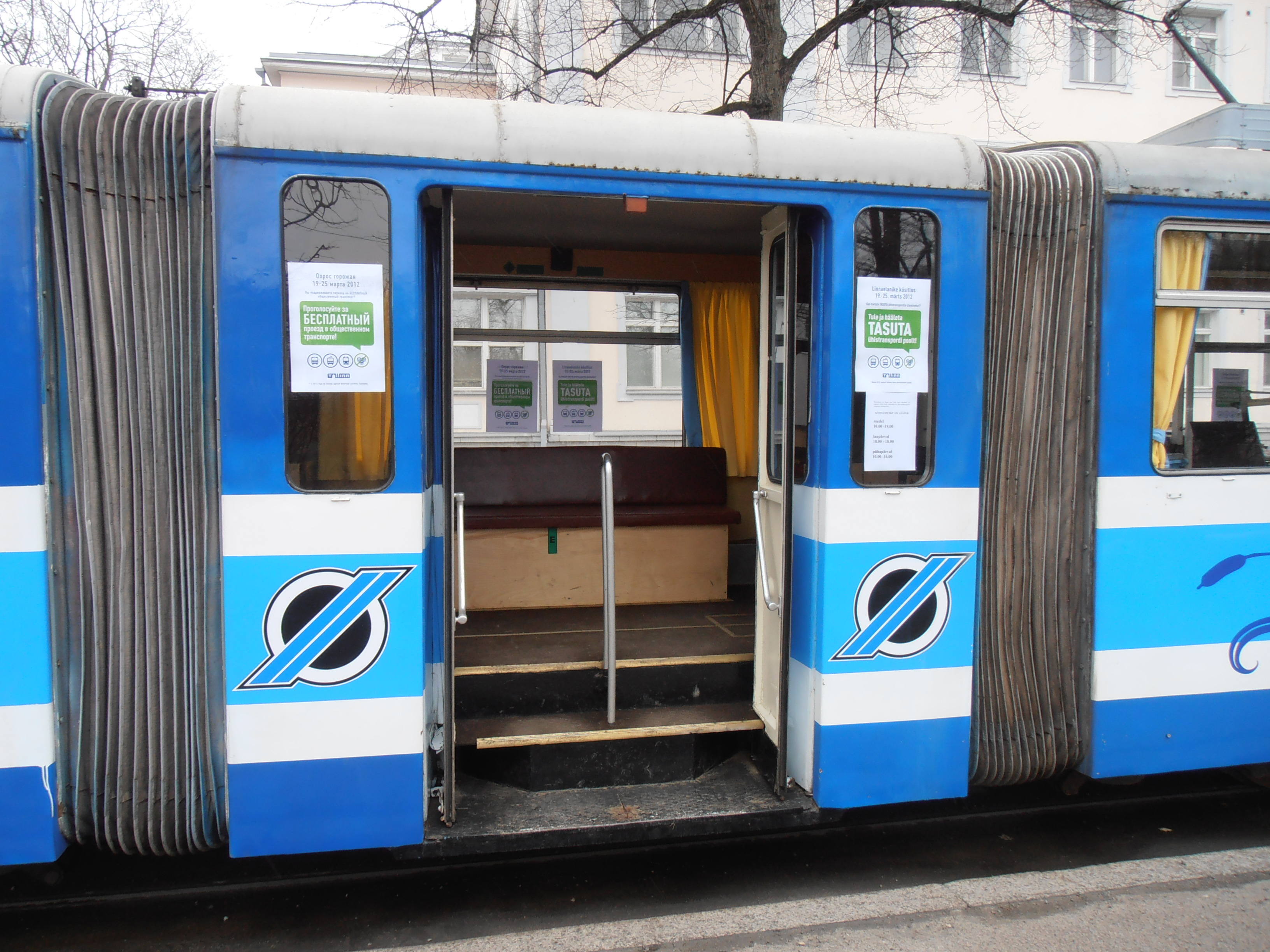
Участок для голосования в историческом трамвае Gotha G4-61
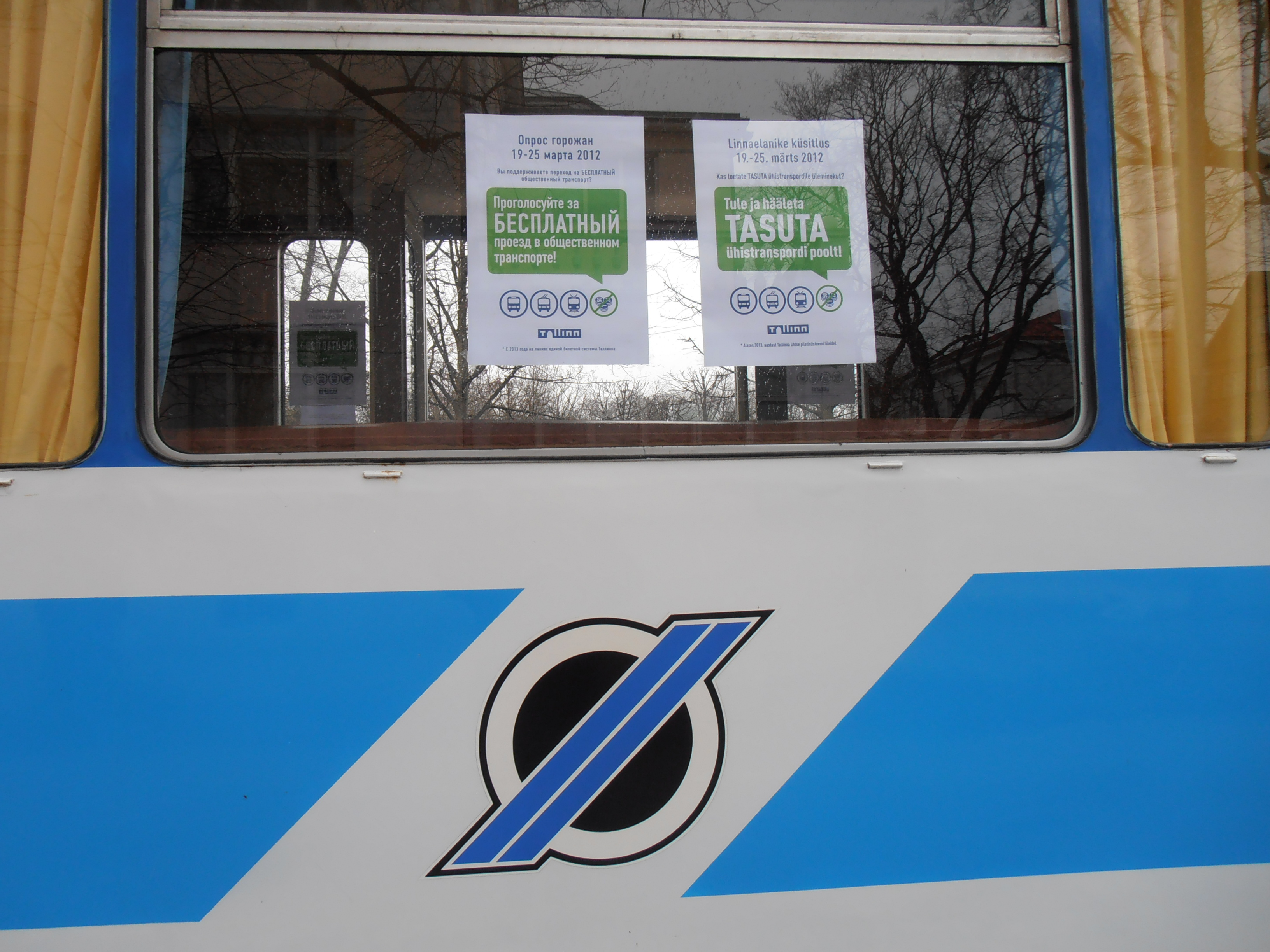
Опрос горожан в Таллине 19—25 марта 2012 года

### Люксембург

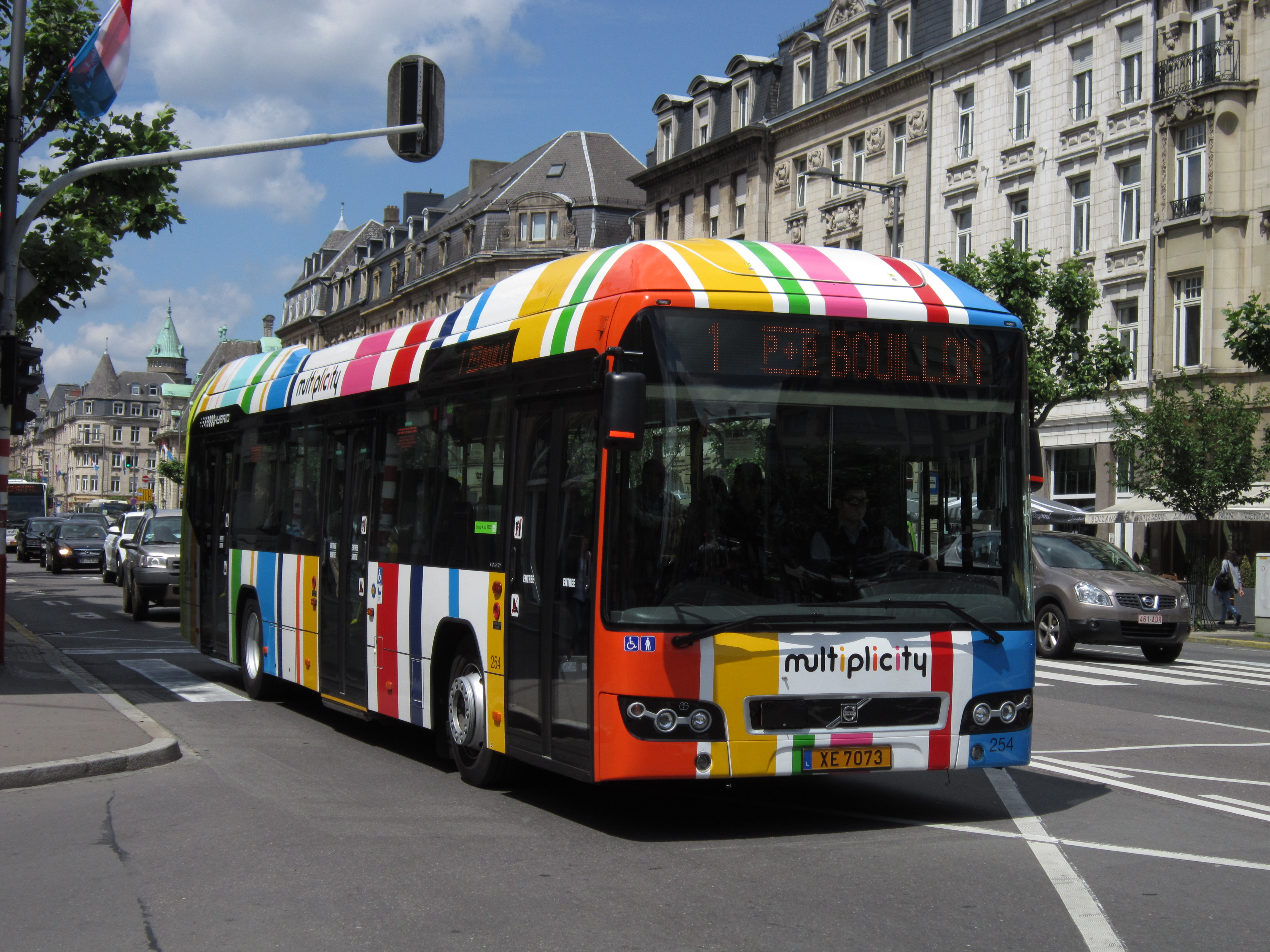
Гибридный автобус Вольво на улицах Люксембурга.

Первой страной мира с полностью бесплатным общественным транспортом (автобусы, трамваи и поезда) стал с 29 февраля 2020 года Люксембург. Основным мотивом к принятию такого решения властями стала проблема пробок на дорогах, бесплатность общественного транспорта должна побудить пользоваться им автомобилистов.

### Россия
С 2003 по 2016 год в Воронеже были бесплатны отдельные маршруты автобусов.
В городе Анадырь (административном центре Чукотского Автономного округа) все три автобусных маршрута бесплатные.
В посёлке Черёмушки Республики Хакасия действует полностью бесплатная трамвайная система.

### Украина
С 1 мая 2021 года в городе Кривой Рог действует бесплатный проезд на коммунальном общественном транспорте для всех жителей города. Ранее, с 1 января 2021 проезд стал бесплатным для некоторых категорий горожан: педагогов, медиков и соцработников. Для проезда необходимо иметь «Карточку криворожанина» и авторизоваться при проезде – это необходимо для дальнейшей оптимизации и коррекции маршрутов. Однако в городе также действуют частные извозчики, проезд в которых сохраняется платным.
В городе Харьков с 2022 года также действует бесплатный проезд на всех видах коммунального общественного транспорта (автобусы, троллейбусы, трамваи и метро) для всех жителей города. 

### Сербия
В 2025 году стал бесплатным общественный транспорт Белграда.